# Godinesd

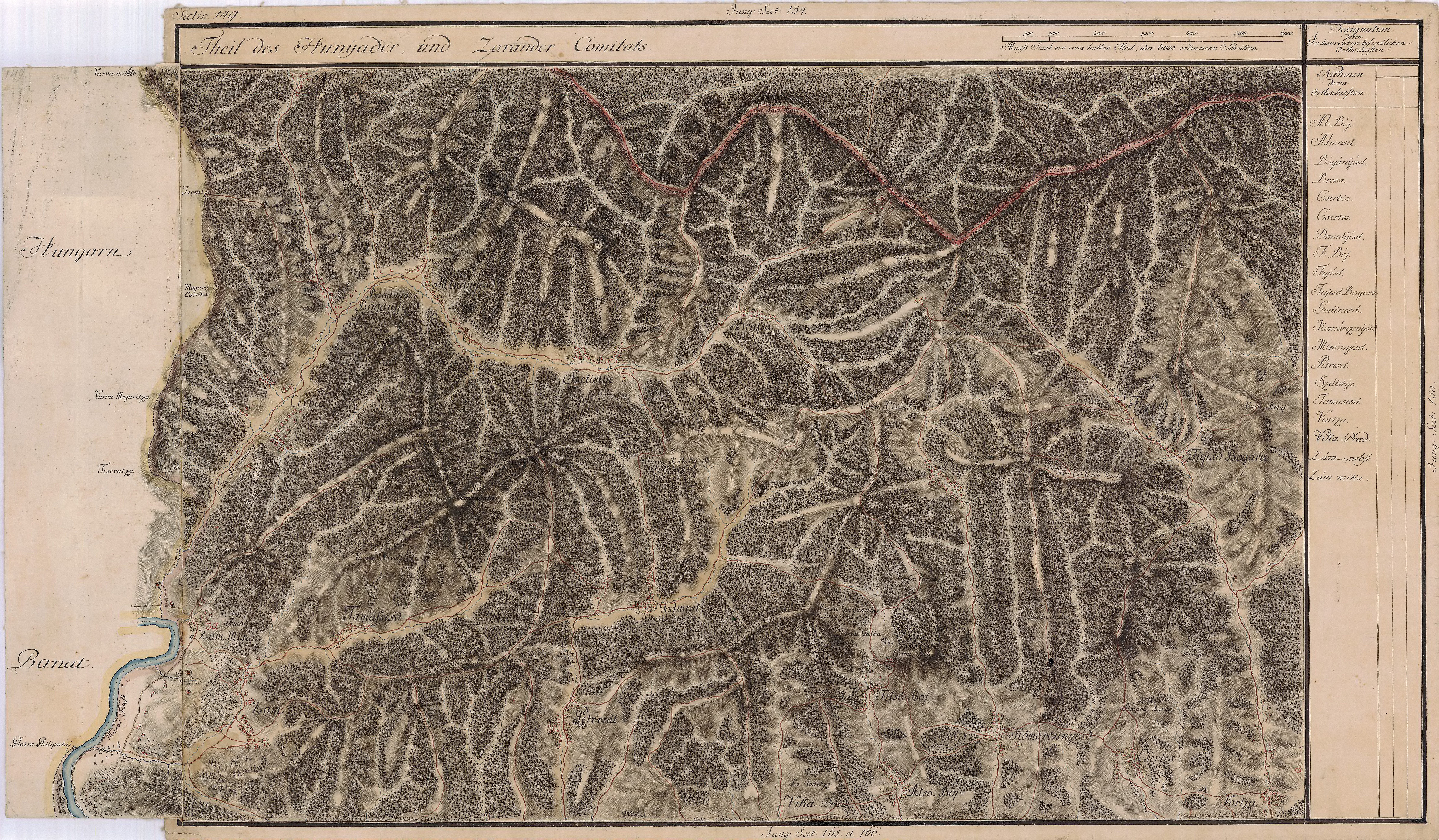
Godinesd egy régi térképen

Godinesd románul: Godinești, falu Romániában, Erdélyben, Hunyad megyében.

## Nevének eredete
Godinesd, Gedénfalva nevét 1418-ban említette először oklevél p. volahalis Gedenfalua néven, a későbbiekben pedig: 1468-ban p. Gadonesth, 1733-ban Godinest, 1760–1762 között Godinesd, 1808-ban Godinesd, Godinesd Petresd, 1913-ban Godinesd alakban tűnt fel az írásos forrásokban.

## Fekvése
Jófőtől északra fekvő település.

## Története
1485-ben Godenesth néven az Ákos nemzetségbeli Folti és Illyei ~ Illyei Dienesi család birtoka volt.
A trianoni békeszerződés előtt Hunyad vármegye Marosillyei járásához tartozott.
1910-ben 829 román, görögkeleti ortodox lakosa volt.

## Nevezetességek
- Szent Györgynek szentelt 18. századi ortodox fatemploma a romániai műemlékek jegyzékében a  HD-II-m-A-03320 sorszámon szerepel.[1]